# Partido Socialista Reformista Italiano
El Partido Socialista Reformista Italiano (en italiano: Partito Socialista Riformista Italiano, PSRI) fue un partido político italiano de ideología socialdemócrata.

## Historia
En su XIII Congreso celebrado en Reggio Emilia, en julio de 1912, el Partido Socialista Italiano (PSI) resolvió expulsar del mismo a los líderes de su corriente reformista –Leonida Bissolati, Ivanoe Bonomi y Angiolo Cabrini– por haber manifestado su deseo de ingresar al gabinete encabezado por el liberal Giovanni Giolitti y el apoyo entregado a la Guerra con Turquía. Estos, fundaron el PSRI el 10 de julio de 1912. Su órgano de prensa fue el semanario Azione Socialista, dirigido por Bonomi.
El partido no logró congregar el suficiente apoyo electoral: en las elecciones de 1913 y 1919 obtuvo 13 y 6 escaños, respectivamente. Por ende, no constituyó alternativa viable al socialismo revolucionario del PSI. Perdió gran parte de su significación política tras la muerte de su líder Bissolati en 1920.
El 10 de febrero de 1924, en un Congreso en Milán, el PRSI se unió junto a demócratas autónomos y socialdemócratas disidentes del Partido Democrático Social Italiano para formar la Liga Democrática Nacional, en miras a las elecciones generales de ese año. La lista no consiguió escaño alguno.
En 1943, Bonomi y sus antiguos adherentes del PRSI se reagruparon junto a otras fuerzas liberales y reformistas en el Partido Democrático del Trabajo.